# 이원재 (자전거 경기 선수)
이원재(1986년 10월 17일 ~ )는 대한민국의 자전거 경기 선수이다.